# 日本アジア協会
一般社団法人日本アジア協会（にほんアジアきょうかい、英: The Asiatic Society Of Japan (ASJ)）は、日本の学術研究団体の一つ。

## 概要
1872年6月25日設立。学術研究団体としての種別は単独学会である。言語・文学地域研究を学術研究領域とした日本最古で国際的にも著名な日本・アジア研究の学術団体である。
国際活動として月例講演会、論集発行、展覧会等見学を行っている。

## 刊行物

### The Transactions of the Asiatic Society of Japan
- 誌名（和文）：The Transactions of the Asiatic Society of Japan
- 誌名（欧文）：The Transactions of the Asiatic Society of Japan
- 創刊年：1872
- 資料種別：ジャーナル（査読付き論文を含まない）
- 使用言語：英語のみ
- 発行形態：印刷体、eジャーナル
- 著作権帰属先：著者
- クリエイティブコモンズ：定めていない
- 購読：有料

### Bulletin
- 誌名（和文）：Bulletin
- 誌名（欧文）：Bulletin
- 創刊年：1872
- 資料種別：-
- 使用言語：英語のみ
- 発行形態：その他電子体
- 著作権帰属先：学会
- クリエイティブコモンズ：定めていない
- 購読：有料

### 関連文献
- 楠家重敏『日本アジア協会の研究　ジャパノロジーことはじめ』日本図書刊行会、1997年3月
  - 改訂版『ジャパノロジーことはじめ　日本アジア協会の研究』晃洋書房、2017年10月